# Осинки (Самарска област)
Осинки (на руски: Осинки) е селище от градски тип в Русия, разположено в Безенчукски район, Самарска област. Населението му към 1 януари 2018 година е 3000 души.